# Libéralisation économique
Pour l’article homonyme, voir Libéralisation.
En économie, la libéralisation (ou l'ouverture à la concurrence) est le processus de transformation d'un secteur économique dont la finalité est de permettre l'exercice d'une activité économique à différents agents économiques, privés ou publics. Elle signifie la fin du monopole — le cas échéant — d'une administration ou d'une entreprise (publique ou privée) sur une activité définie par l'autorité publique.
La possibilité offerte à d'autres acteurs d'intervenir sur le marché est un moyen de stimuler la concurrence. Elle est présentée par ses partisans comme un moyen d'encourager l'innovation, la qualité de service et la baisse des prix pour le client et facilite l'entrée dans la vie professionnelle. La libéralisation d'une activité n'implique pas que le prix du service fourni aux usagers soit fixé par le marché si l'autorité publique conserve la prérogative de fixer une tarification du service indépendante des coûts de production des opérateurs, notamment dans certains transports publics.
Dans l'absolu, la libéralisation en tant qu'ouverture à différents agents économiques peut être appliquée à toutes activités. Dans la pratique, les décideurs européens focalisent les politiques de libéralisation dans des secteurs non-régaliens où la dimension économique est facilement identifiable, comme les services en réseau tels que les transports, l'énergie, l'eau, les télécommunications, les services postaux, l'enregistrement des certificats d'immatriculation, ou les institutions monétaires et financières. La libéralisation ne modifie pas la nature de ces activités, quand elles sont et demeurent des activités marchandes, dans la mesure où il y a rétribution du service, par l'usager ou la collectivité. Par contre, la libéralisation transforme la nature de ces activités, lorsqu'il s'agit de services offerts par la collectivité qui sont transformés en activités marchandes alors soumis au concept de rentabilité (assurance de santé) et aux taxes (valeur ajoutée, sale tax). Certains idéologues vont jusqu'à conceptualiser l'autorisation du mercenariat comme une forme de libéralisation de la défense.
Les monopoles antérieurs à la libéralisation sont souvent de fait des entreprises publiques. Certains courants économiques considèrent que sur un marché captif les monopoles ne sont pas encouragés à adapter l'offre et les prix à la demande, alors que la libéralisation d'un secteur le ferait, ce qui donnerait un nouvel optimum économique.

## Définitions
La libéralisation (ou l'ouverture à la concurrence) est le processus de transformation d'un secteur économique dont la finalité est de permettre l'exercice d'une activité économique à différents agents économiques, privés ou publics. Elle signifie la fin du monopole — le cas échéant — d'une administration ou d'une entreprise (publique ou privée) sur une activité définie par l'autorité publique.
Il n'existe cependant pas de définition universelle de la libéralisation, certains ont une acception large du terme en y intégrant en plus de l'ouverture à la concurrence, la déréglementation, la privatisation, le libre échange, la réduction ou la privatisation des services publics ,.

### Distinction entre libéralisation et déréglementation
Dans les débuts, le terme de « déréglementation » a été utilisé pour populariser l'idée d'un abandon des prérogatives de l’État sur la fixation des prix. Toutefois, dans la pratique, l'ouverture à la concurrence des monopoles naturels présents dans les industries de réseaux a conduit les pouvoirs publics à renforcer la réglementation et/ou la régulation (par exemple en mettant en place des autorités de régulation), afin de garantir l'équité d'accès aux services, ou d'éviter qu'un phénomène de concentration ne conduise à un monopole ou à un cartel. La libéralisation ne provoque donc pas une suppression des règles mais consiste plutôt en la création de nouvelles réglementations, afin de définir un cadre pour les acteurs impliqués.

### Distinction entre libéralisation et privatisation
Une libéralisation n’est pas dans le principe identique à une privatisation de (ou des) l'entreprise(s) publique(s) d'origine.
- l'État peut introduire la concurrence dans un secteur économique tout en y gardant le contrôle d'une entreprise publique. Exemple : la Société nationale des chemins de fer français (SNCF) reste une entreprise publique opératrice de transport ferroviaire de marchandises (Fret SNCF) alors que cette activité a été libéralisée à partir de 2003.
- l'État peut privatiser une entreprise publique tout en gardant le principe du monopole pour son activité économique. Exemple : RTE (monopole sur transport d'électricité en France) appartient à EDF, privatisé depuis 2004/05.

Depuis la fin des années 1980, les privatisations sont le fruit d'un consensus largement partagé par les responsables politiques de la majorité des pays de l'Union européenne afin de réformer les secteurs contrôlés par des entreprises publiques et de réduire l'endettement. Le traité de Rome proclame la neutralité des autorités européennes vis-à-vis des formes de propriété des entreprises.
De nombreux exemples européens montrent que la libéralisation est effectivement souvent suivie par la privatisation de l'entreprise détenant le monopole historique, car elles sont portées par une même dynamique de réforme. La plupart des privatisations ne sont toutefois pas motivées par l'ouverture des marchés, mais par les ressources financières qu'elles dégagent. Le produit des ventes sert en général à l'investissement dans les infrastructures ou abonde les budgets publics (souvent afin de réduire les déficits).
Pour les avantages et inconvénients de la propriété publique, voir l'article « Privatisation ».

### Distinction entre libéralisation et libre échange
Le libre échange vise à favoriser le développement du commerce international en supprimant les barrières douanières tarifaires et non tarifaires et les réglementations nationales susceptibles de restreindre l'importation des biens et des services. Cela ouvre des secteurs, déjà ouvert à la concurrence (i.e., libéralisés) dans leur marché national, à la concurrence internationale.

## Objectifs de la libéralisation
Le premier objectif de l'ouverture à la concurrence est de réduire les inconvénients de la situation de monopole, ou plus généralement de concentration de l'offre de produit par un nombre restreint d'entreprises et d'obtenir les avantages de la libre concurrence. La situation de monopole peut provenir d'une situation de monopole légal (Compagnie des Indes), de monopole naturel ou de monopole de circonstances (De Beers).
La concurrence joue deux rôles principaux pour inciter chaque entreprise :
- à mettre en œuvre les techniques de production les plus efficaces, et
- à offrir les services les plus adaptés à la demande et les plus performants.

Dans un monde en évolution, il est difficile pour le régulateur, et même pour les firmes du secteur, de connaitre à chaque instant la véritable frontière technologique. L’instauration d’une forme de concurrence permet de faire émerger les techniques innovantes et de rendre publique la nature et les performances des entreprises performantes.
Le recours à des politiques publiques de libéralisation est soutenu, entre autres, par les courants de pensée défendant le libéralisme économique.
| Auteur | Définition |
| ------ | --- |
| OMC    | La libéralisation est considérée par l'Organisation mondiale du commerce (OMC) comme une réponse aux demandes individuelles et aux besoins sociaux. Pour l'OMC, les négociations internationales ont visé la libéralisation du commerce des marchandises, et la libéralisation multilatérale du commerce des services, notamment les systèmes bancaires et systèmes d'assurance, de comptabilité, de télécommunication et de transport. |
| FMI    | « Les politiques qui ouvrent une économie au commerce et aux investissements du reste du monde sont indispensables à une croissance économique soutenue. (…) En fait, on a pu constater que les avantages de la libéralisation du commerce peuvent être plus de dix fois supérieurs à son coût » |
| OCDE   | « Il est généralement admis que la libéralisation des échanges et l’exploitation des avantages comparatifs des pays peuvent procurer des avantages économiques. L’utilisation des ressources – terres, travail et capital – doit être centrée sur ce que les pays font le mieux. La libéralisation des échanges est bénéfique pour les consommateurs à terme car elle peut aider à faire baisser les prix et à élargir la gamme de produits et de services de qualité qui leur est offerte. Les entreprises en bénéficient également puisqu’elle leur permet de diversifier les risques et de canaliser les ressources vers les domaines les plus rentables. Lorsqu’elle s’accompagne de politiques nationales appropriées, l’ouverture facilite aussi la concurrence, l’investissement et les gains de productivité. » Les réformes commerciales, même si elles sont bénéfiques dans l’ensemble, peuvent avoir des effets négatifs sur certains secteurs ou certains emplois, et de nombreux analystes s’inquiètent de leurs retombées sur l’environnement. La solution ne consiste pas à restreindre les échanges, mais à s’attaquer aux problèmes directement à la source, par des politiques en matière de travail, d’éducation et d’environnement.» |

## Les critiques de la libéralisation
Pour ses détracteurs, les marchés comporteraient de nombreuses failles[Lesquels ?] et la libéralisation d'un secteur devrait s'accompagner de nouvelles réglementations pour limiter les inconvénients de ces défaillances de marché.
Certains opposants contestent la baisse des prix ou leur durabilité et dénoncent des effets négatifs sur les salariés des entreprises soumises à la concurrence, d'autres préfèrent des politiques protectionnistes afin d'éviter les effets de la concurrence.
D'après la banque mondiale, la libéralisation peut avoir des effets négatifs, comme la destruction de l'agriculture vivrière.
La manière de concevoir la finalité de la libéralisation économique dépend des points de vue.
| Pierre Bauby          | « La libéralisation repose sur le présupposé d'une efficacité économique supérieure du triptyque concurrence, dé-intégration et privatisation. Elle vise à introduire le plus possible de concurrence, dé-intégrer, au plan comptable, voire organique, les opérateurs entre production, transport et distribution, infrastructures et services, transformer leurs statuts, ouvrir le capital voire privatiser, réduire les péréquations, mettre en cause les statuts des personnels, etc. » |
| Le Monde diplomatique | « La libéralisation doit se comprendre comme la soumission aux règles d’une concurrence que ne saurait contrarier aucune norme sociale, sanitaire ou environnementale : un code du travail nuisant à la rentabilité d’un investissement, un principe de précaution jugé trop contraignant, la fixation de limites à la pollution engendrée par une industrie… » |

## Les libéralisations des échanges commerciaux à partir duXVIIe
La libéralisation du transport maritime est ancienne de par la nature du transport maritime. Le transport fluvial commence sa libéralisation dès le Congrès de Vienne de 1815.
Dans la deuxième moitié du XVIIe siècle, la libéralisation du secteur du grain, promue par les physiocrates, présente deux visées: d'une part l'export des surplus du blé éviterait les baisses excessives de prix en cas de récolte trop abondante, d'autre part, le maintien de prix élevés d'une année sur l'autre prive les producteurs de revenu les mauvaises années.
Dans le même temps, en ouvrant ses ports aux Britanniques, la Chine et le Royaume-Uni développent les échanges de thé et d'opium, mais des différents relatifs conduisent à la Première guerre de l'opium.
En 1860, apparaît le premier traité de libre-échange négocié secrètement, le Traité franco-anglais de 1860, sa mise en œuvre dure quelques années, en allant vers la fin du siècle.
Au XIXe siècle, il existe des activités de libéralisation du code commercial au Royaume-Uni.
Au XIXe siècle, le mot « libéralisation » est considéré comme un mot nouveau. Il sert principalement à désigner la réduction de l'autorité, ce qui est reflété par cette phrase de 1903 : « La prétendue libéralisation de l'autorité, c'est le système de l'autorisation, c'est-à-dire le régime de l'arbitraire ». La notion de libéralisation prend ses bases dans les considérations économiques prises par des traités internationaux, fin 1933 lors de la septième conférence pan-américaine à Montevideo, en 1949 pour l'Europe (18 pays membres de l'OECE) et en 1953.
Entre 1947 et 2001, huit cycles de libéralisation des échanges commerciaux ont été négociés au niveau multilatéral, unilatéral ou régional. Le premier était Accord général sur les tarifs douaniers et le commerce; le dernier (« cycle d'Uruguay ») a conduit à créer l'Organisation mondiale du Commerce qui gère l'ensemble des accords de commerce multilatéraux.

## Les libéralisations des industries de réseaux (XXesiècle)
Les monopoles naturels sont essentiellement présents dans les industries de réseaux (Télécommunications, énergie, transports). Les branches d'activité de ces industries présentant des caractéristiques des monopoles naturels varient dans le temps.

### La libéralisation des marchés des télécommunications
La libéralisation d'un service suppose que ce service soit organisé selon les secteurs du marché. En 1968, en France, Valéry Giscard d'Estaing proposa un amendement à la loi des finances pour couper l'administration des PTT en deux, d'un côté un EPIC pour gérer les télécommunications, et de l'autre les services postaux gérés par l'administration centrale. Les idées de privatisation menèrent en 1974 à une grève contre le « démantèlement des services et des risques pour le service public de la séparation Poste/Télécommunications ». Cela conduit au cours des années 1970 à une politique d'« entrepreneurialisation ».
Trois méthodes sont généralement utilisées pour introduire la concurrence dans le secteur des télécommunications :
- la concurrence sur la base des installations : une nouvelle entreprise de télécommunications construit un réseau en utilisant ses propres installations pour atteindre ses clients (sans utiliser le réseau de l’entreprise de télécommunications en place) ;
- la dissociation des éléments du réseau : permettre aux nouveaux entrants de construire certaines parties du réseau et d’acheter l’accès aux équipements essentiels auprès de l’opérateur de télécommunications historique, par exemple les boucles locales. Le cadre de cette dissociation est fixé par la loi et l’accès au réseau resté en « monopole naturel » est régulé par une autorité de régulation (l'ART puis l'ARCEP en France) ;
- la revente : des opérateurs concurrents obtiennent un service à un prix réduit ou de gros de l’entreprise de télécommunications en place et revendent ensuite ce service à leurs propres clients.

Les exemples de libéralisation dans le monde :
- Le premier mouvement de libéralisation des télécommunications a commencé au début des années 1980 aux États-Unis et en Grande-Bretagne. Aux États-Unis, dans un premier temps, l'opérateur dominant AT&T (anciennement Bell Telephone Company, compagnie de téléphone de Alexandre Graham Bell) refusa d'accorder un accès non discriminatoire à son réseau aux entreprises concurrentes pour les communications longue distance. En application de la loi antitrust, une procédure contentieuse a abouti, en 1984, à la séparation structurelle des opérations longue distance d'AT&T des télécommunications locales et à la création des compagnies issues de son démantèlement dites « Baby Bells ». La Federal Communications Commission (FCC) est chargée de la régulation sectorielle du marché américain ;
- Dans l'Union européenne, c'est en 1989, sous la présidence française du Conseil de l'Union européenne, que la décision d'une ouverture progressive à la concurrence a été prise. En 1993, la Commission européenne décide que les marchés européens des télécommunications devraient être totalement ouverts à la concurrence le 1er janvier 1998. La directive 90/388/CEE - amendée par les directives 94/46/CE, 95/51/CE, 96/2/CE, 96/19/CE et 1999/64/CE - fixe les principes de la libéralisation du secteur des télécommunications. La base réglementaire est appliquée sous le contrôle des autorités de régulation nationales. La convergence entre les télécommunications, les technologies de l'information et les médias, et le développement d'Internet, a conduit à l'adoption d'un nouveau cadre européen pour les télécommunications le 7 mars 2002. Celui-ci consiste en cinq directives : les directives dites « cadre », « autorisation », « accès », « service universel », « vie privée et communication électronique ». Aux Pays-Bas, en 1996, la libéralisation de la loi sur les médias a concerné la possibilité de diffuser des chaînes de télévision et de radiophonie offert aux cablo-opérateurs[20].
- En France, le service des Renseignements téléphoniques a été libéralisé

Il est difficile de tirer un réel bilan de l'ouverture à la concurrence du secteur des télécommunications. C'est particulièrement vrai en France. Le consommateur français a en effet bénéficié à la fois d'une baisse des prix et d'une diversification de l'offre de services. Un rapport parlementaire rappelle ainsi « qu'en dix ans, les évolutions du secteur sont en effet spectaculaires : le prix pour le consommateur aura, en moyenne, diminué d'un peu plus de 30 % et les usagers auront été multipliés par près de 2,5 entre 1998 et 2005. Ainsi, le surplus pour le consommateur s'est accru de plus de dix milliards d'euros sur la période (chiffres de l'ARCEP) ». Cependant le secteur de la téléphonie fixe comme mobile reste très majoritairement oligopolistique et la cartellisation a été sanctionnée par des décisions judiciaires. Il est ainsi très difficile de déterminer si la chute des prix et l'apparition de nouveaux services est imputable à la libéralisation du secteur ou aux progrès techniques réalisés au cours de la décennie dans le domaine des télécommunications.
| Le graphique qui aurait dû être présenté ici ne peut pas être affiché car il utilise l'ancienne extension Graph, désactivée pour des questions de sécurité. Des indications pour créer un nouveau graphique avec la nouvelle extension Chart sont disponibles ici . |
| Source pour Moyenne facturation RTC et pour Internet et téléphonie : Arcep |

### La libéralisation des marchés de l’électricité et du gaz
L'ouverture à la concurrence des marchés de l'électricité et du gaz a été menée principalement aux États-Unis et dans l'Union européenne. Elle constitue un cas typique de libéralisation d'activités dites de réseaux, en monopole naturel. En effet, pour des raisons économiques et environnementales évidentes, la multiplication de réseaux parallèles d'électricité (lignes HT ou THT) ou de gaz (gazoducs et infrastructures) n'est pas économiquement optimale. Dès lors, ces activités de transport et de distribution ne sont pas mises en concurrence, mais sont placées sous la responsabilité de gestionnaires de réseaux de transport et de distribution (GRT et GRD). L'introduction de la concurrence s'effectue dès lors sur les activités de négoce, de production et de fourniture. Elle permet de mettre en place la liberté d'établissement pour les producteurs et les fournisseurs, et la liberté de choix de fournisseurs pour les consommateurs. Pour permettre un égal accès aux utilisateurs des réseaux, que ce soient les producteurs, les négociants (traders) ou les fournisseurs, un tarif d'utilisation des réseaux est fixé par l'autorité de régulation chargée de l'énergie (en France, il s'agit de la CRE). Des garanties d'indépendance vis-à-vis de l'ensemble des utilisateurs de réseaux sont également exigées et contrôlées par l'autorité de régulation.
- Aux États-Unis, le processus d'ouverture des marchés remonte déjà à vingt-cinq ans. L'ouverture de l'industrie électrique à la concurrence a eu lieu en 1978, tandis que l'ouverture du marché de gros en électricité s'est effectuée en 1992. Comme l'a souligné Sophie Meritet, maître de conférences à l'université Paris IX-Dauphine, « l'ouverture du marché de détail est plus récente et a connu des difficultés »[25]. Elle n'est d'ailleurs pas appliquée dans l'ensemble des États américains. L'autorité de régulation fédérale est la Federal Energy Regulatory Commission (FERC). Chaque État dispose également d'un régulateur : les PUC (Public Utility Commissions).
- L'Union européenne a commencé son processus d'ouverture des marchés de l'électricité et du gaz en 1999, en application de directives de 1996 et 1998. Dans un premier temps, cette ouverture n'a concerné que les consommateurs professionnels. En France, l'ouverture aux très gros consommateurs s'est effectuée dès 1999, et le 1er juillet 2004 pour l'ensemble des consommateurs professionnels. L'ouverture à la concurrence pour le marché de détail (pour les consommateurs particuliers) a été prévue par les directives européennes de juin 2003 et doit être effective au plus tard le 1er juillet 2007, comme c'est le cas pour la France. Chaque État-membre dispose d'un régulateur, chargé de veiller au bon fonctionnement des marchés ainsi ouverts. Les régulateurs européens sont regroupés au sein de deux instances : l'ERGEG et le CEER.

### La libéralisation du transport aérien
Le transport aérien a été lui aussi libéralisé. Aux États-Unis, la libéralisation du secteur aérien a été consécutive au Airline Deregulation Act de 1978. En France les entreprises de transport aérien ont été dans une logique de concentration économique entre 1919 et 1933. Entre 1933, les quatre sociétés restantes sont fusionnées en une société unique, Air France, dont l'État détient 25 %. La société est réquisitionnée entre 1939 et 1945 pour devenir une société publique après-guerre. En 1954, la co-entreprise Air Inter est fondée par Air France et la SNCF. Ces deux entreprises ont ensuite été privatisées dans la logique de la politique de libéralisation choisie à la fin de vingtième siècle (« paquets » de libéralisation de l'Union européenne).
Au sein de l'Union européenne, trois « paquets » de libéralisation ont été décidés. Le premier date de 1987 et interdit aux États de s'opposer aux nouveaux tarifs. Le dernier est entré en vigueur le 1er janvier 1993, ont conduit à l'ouverture du marché à la concurrence. Il en a découlé une baisse des prix proportionnelle au nombre de concurrents présents sur un même itinéraire. En 2012 l'Union européenne était équipée de 402 aéroports —  les dix plus importants concentrent un tiers des passagers — où interviennent 253 sociétés commerciales, les dix principales ayant 52,9 % des voyages.
En 1997, le marché européen a été achevé, il est considéré comme un marché régional par la Suisse.
En 2003, la conférence mondiale du transport aérien organisée à Montréal par l'OACI a déclaré que « Les États devraient dans la mesure du possible libéraliser l'accès aux marchés du transport aérien international, l'accès des transporteurs aériens aux capitaux internationaux et la liberté pour ces transporteurs de mener leurs activités commerciales ».
Le prix des billets sur les lignes les plus concurrentielles ne peut cependant pas être le seul critère d'évaluation du coût ou du bénéfice du processus de libéralisation, car dans le secteur aérien, la libéralisation peut avoir le cas échéant d'autres effets.

#### Effets géographiques
Si les effets de la libéralisation sont souvent présentés comme largement positifs, ils peuvent parfois ou de manière anecdotique présenter quelques inconvénients géographiquement localisés.
La libéralisation du secteur aérien américain a été le révélateur des conséquences d'un abandon de la péréquation, conduisant à l'augmentation des inégalités d'accès au service public: Les aéroports de 172 villes américaines ont ainsi été voués à la fermeture, entraînant la disparition de nombreuses lignes jusqu'alors subventionnées, concept connu en France sous le terme de service public.
Les prix de certaines lignes, desservies en perte par les compagnies ont fortement augmenté. L'enclavement qui a résulté de cette reconfiguration du réseau et l'augmentation du prix des transports pour les usagers concernés ne sont pas pris en compte dans les études sur l'évolution globale du prix des billets. Il apparaît tout aussi difficile d'évaluer le coût économique de la perte d'infrastructures souvent motrices dans l'économie locale pour les villes concernées.[réf. nécessaire]
Les coûts opérationnels des plates-formes aéroportuaires ne sont pas couverts par les seules redevances versées par les compagnies aériennes et les passagers, dont les revenus ne couvrent que 47 % des coûts. Le déficit global est d'environ 4 milliards d'euros par an. sur le périmètre européen, les aéroports 60 % des aéroports ne dégagent pas de profit alors que 77 % des aéroports de moins d'un million de passagers annuels ne dégagent pas de profit.
Les collectivités mal couvertes par les offres proposées dans un marché libéralisé en viennent parfois à utiliser de l'argent public pour subventionner une baisse des prix qui rende attractive la collectivité concernée. Pour attirer certaines compagnies, les pouvoirs publics sont désormais conduits à offrir des conditions préférentielles, financées par les contribuables. La compagnie aérienne Ryanair a ainsi basé son développement sur l'obtention d'aides publiques plus ou moins déguisées; on estime le montant de ces aides à 150 millions d'euros par an.
L'une des deux principales variables d'ajustement pour réduire les coûts dans le transport aérien est l’économie d’échelle. Ainsi, à la suite de la libéralisation, les grandes compagnies ont donc souvent réalisé des économies d’échelle en s'assurant le contrôle d'un aéroport principal (ou hub) (ainsi la TWA à Saint-Louis ou American Airlines à Dallas). Ce qui crée localement une forme de déséquilibre entre les différentes sociétés présentes que certains voient comme une forme de position prédominante. Ainsi, dans l'Union européenne, 84 % des aéroports où transitent annuellement plus d'un million de passagers dépendent d'une compagnie unique pour plus de 40 % de leur activité. Les transporteurs aériens se trouvent en situation de monopole sur 74 % des liaisons intra-européennes.
Ces sociétés ont pu pratiquer un dumping sur les prix afin de prévenir l'émergence d'éventuels concurrents sur les secteurs qu'elles contrôlaient. En 2001, sur les cent compagnies créées depuis 1978 aux États-Unis, cinq seulement avaient survécu. ainsi, si la concurrence est libre, elle reste relativement dominée par les acteurs les plus puissants.

#### Effets sociaux
L'une des deux principales variables d'ajustement pour réduire les coûts dans le transport aérien est la compression des coûts salariaux. De fait, sur le plan social, l'apparition des compagnies à bas tarifs et la sous-traitance des tâches techniques au sol ont pu dégrader les conditions de travail. Par exemple, avant sa chute, la compagnie française Air Liberté employait un tiers de son personnel en contrat à durée déterminée. Ryanair, le transporteur low cost installé en Irlande, mène une politique anti-syndicale affirmée en ne proposant des augmentations salariales qu'à ses seuls employés non syndiqués.
Les jeunes sociétés européennes s'inspirent explicitement du modèle initié aux États-Unis par la Continental Airlines de Frank Lorenzo. En 1984, Frank Lorenzo a délibérément déclaré sa compagnie en faillite pour annuler les accords syndicaux avant de relancer son activité en réduisant massivement les salaires de l'ensemble de son personnel ; les conséquences de cet épisode pour le secteur aérien américain ont fait dire à l’ancien astronaute et patron d’Eastern Air Lines, Frank Borman qu'« en fin de compte, le décret de la dérèglementation, à défaut d’autre chose, a été la plus grande loi antisyndicale jamais adoptée par le congrès américain ».
Dans l'Union européenne, le Comité économique et social européen a pris position sur la question de la concurrence loyale entre société dans le domaine du transport : « Le CESE insiste auprès de la Commission pour qu'elle veille à ce que des règles et des normes internationales comparables soient appliquées aux concurrents de l'UE et des pays tiers. Il s'agit notamment d'encourager l'application, au niveau international, de principes de concurrence loyale ainsi que des conventions fondamentales de l'OIT ». En 2015, il critique le « dumping social dans l'aviation civile », en rapportant un arrêt rendu le 4 décembre 2014 par la Cour de justice de l'Union européenne qui indique que des prestataires de services présentés comme des travailleurs indépendants peuvent se trouver dans une situation comparable à celle de travailleurs salariés, ce qui combine à la question de la notion de « base d'affectation » crée des problématiques juridiques et sociales.
La libéralisation du marché européen a développé des notions atypiques qui n'existaient pas au préalable dans certains de ces États, comme la paiement par le personnel navigant à leur futur employeur du coût de la formation d'adaptation à l'emploi que celui-ci dispense, ou le pay-for-fly payé par les pilotes.

#### Coût pour la collectivité
La libéralisation du secteur en Europe a conduit au développement de la concurrence fiscale, ainsi une société low-cost[Laquelle ?] loue ses avions par des filiales situées dans le paradis fiscal de l'île de Man, alors que des appareils sont la propriété de filiales situées dans l'État du Delaware (États-Unis) qui n'impose pas les actifs localisés à l'extérieur de ses propres frontières. Elle donne à ses salariés le titre de « travailleurs indépendants » fiscalement domiciliés dans les îles anglo-normandes, pour éviter le paiement de l'impôt sur le revenu, et limiter les cotisations sociales.
Le coût économique engendré par les difficultés chroniques des anciennes compagnies nationales n'est pas négligeable. Le bureau fédéral du Plan belge a estimé en 2001 que la faillite de la compagnie belge Sabena entraînerait un repli de 0,65 % du PIB belge en 2002 et la perte de 17 000 emplois. En avril 2005, la dette nette de la compagnie nationale italienne Alitalia s’élevait à 1,83 milliard d’euros. Son plan de sauvetage, subventionné par l'État italien, a entraîné la perte de 3 500 emplois, sans produire d'effets sur les pertes annuelles de l'entreprise. En parallèle à ces pertes d'emplois, il faut cependant mettre les créations effectuées par des compagnies nouvelles ou existantes.

#### Autres effets
La recherche des tarifs les plus bas peuvent conduire à la recherche d'économie sur les activités non rentables, qui se manifeste par une dégradation du niveau de service. Des associations de consommateurs[Lesquelles ?] constatent une dégradation des relations entre les usagers et les transporteurs qui se traduit par l’absence de réponse aux sollicitations de la clientèle et la faible prise en compte des réclamations[réf. nécessaire]. En France, la Direction générale de la concurrence, de la consommation et de la répression des fraudes a noté une nette augmentation du nombre des plaintes : au nombre de quelques unités par an à la fin des années 1990, elles étaient en 2005, en moyenne, de plusieurs par semaine (hors les réclamations directement liées à la disparition de certaines compagnies).
La libéralisation avec une ouverture mondiale à la concurrence permet l'affrontement de sociétés qui ne sont pas soumises aux mêmes règles, ainsi, en France, Air France et les parlementaires français considèrent que les compagnies du golfe de la péninsule arabique bénéficient d'un soutien qui fausse la concurrence avec les sociétés européennes,.
La libéralisation européenne a également permis l'émergence de liaisons internationales régionales dites « de point à point » gérées par des compagnies low-cost qui exploitent ainsi les mêmes lignes que les sociétés historiques qui s'étaient installées sur des aéroports désignés par le mot hub issu de la langue anglaise.

### La libéralisation dans le transport ferroviaire
L'Europe, plusieurs pays du continent américain (États-Unis, Canada, Argentine...) ainsi que le Japon et la Nouvelle-Zélande ont réformé le fonctionnement institutionnel de leurs réseaux ferroviaires dans les années 1990. Certaines de ces réformes sont basées sur le concept de libéralisation, qui permet la coexistence de plusieurs sociétés sur le même marché. Elle est une voie tracée par la politique de marché unique de l'Union européenne dans ce secteur.
La libéralisation est à distinguer d'autres réformes parfois effectuées dans les systèmes ferroviaires :
- la privatisation : le capital de l'opérateur public (qui n'est pas nécessairement en situation de monopole, comme en Estonie) est vendu à des investisseurs privés (comme au Canada ou en Nouvelle-Zélande) ;
- la nationalisation : l'État rachète au privé le capital de l'opérateur. Presque tous les pays au monde sont passés par cette phase au XXe siècle (ex : nationalisation en France de la SNCF étalée sur la période 1938-1982). Certains pays ont renationalisé leurs chemins de fer après une privatisation (Nouvelle-Zélande), sans pour autant que la privatisation ait été systématiquement un échec (Estonie, raisons géostratégiques) ;
- la division : l'opérateur est divisé en plusieurs compagnies sur une base territoriale (Japon) ;
- la séparation : l'exploitation de l'infrastructure est séparée de celle des services par la création d'entreprises différentes (comme en France, le Réseau ferré de France et la SNCF).

L'originalité de la Grande-Bretagne est d'avoir combiné ces différentes réformes en même temps : en 1996, l'infrastructure a été séparée des services et son gestionnaire privatisé, les services voyageurs ont très souvent été géographiquement divisés et attribués à des opérateurs privés différents par appel d'offres (concurrence pour le marché), les services fret sont libres d'accès (concurrence sur le marché). Les difficultés rencontrées par les chemins de fer britanniques entre 1999 et 2002 (accidents médiatisés, baisse de la qualité de service, manque de coordination) étaient, pour certains, principalement liées à la privatisation de l'infrastructure et corrigé par la renationalisation du gestionnaire d'infrastructure en 2002, les entreprises de transport restant privées et en concurrence. Pour d'autres, c'est la libéralisation que partielle, et l'héritage désastreux de plusieurs décennies de monopole, et d'un État qui contrairement à la France investissait peu dans l'infrastructure, qui pénalisa dans les premières années la libéralisation. Le retour à la normale en 2004-2005 a consacré la libéralisation des services ferroviaires comme un principe fondamental de la politique ferroviaire britannique.
Les accidents ferroviaires se sont multipliés depuis la privatisation du réseau. L’enquête relative au déraillement de Hatfield (4 morts et 70 blessés en octobre 2000) a permis de comprendre que les gestionnaires privés investissaient très peu dans la sécurité et l'entretien des lignes, l’ensemble de ces dernières étant désormais en mauvais état. En 2013, un rapport du Centre de recherches sur le changement socioculturel établi que les dépenses publiques dans les réseaux ferroviaires ont été multipliées par six depuis la privatisation de 1993. Selon le document, les sociétés d’exploitation ferroviaire ont bénéficié d’« une envolée des dépenses publiques à partir de 2001, quand l’État s’est vu contraint d’intervenir pour compenser la faiblesse de leurs investissements ». Dans les années 2010, la forte détérioration du service ferroviaire depuis sa privatisation pose la question de sa renationalisation dans le débat public. La situation s'est particulièrement dégradée dans le sud de l’Angleterre où 80 % des trains arrivent en retard. Par ailleurs, les Britanniques dépenseraient six fois plus que les Français pour se rendre sur leur lieu de travail, soit 14 % de leurs dépenses mensuelles en moyenne, tandis que les coûteuses subventions publiques délivrées au secteur privé ne permettraient pas à ce dernier de gagner en efficacité. En 2017, deux Britanniques sur trois se prononcent en faveur d'une renationalisation complète.
La libéralisation du transport ferroviaire est une politique portée par l'Union européenne, amorcée en 1991 par la directive 91/440 sur la séparation comptable des activités de gestion d'infrastructure et d'exploitation des services de transport. Elle fut ensuite développée à l'occasion d'une série de directives incluses dans les quatre « paquets » ferroviaires. L'ouverture à la concurrence se réalise par étapes : en premier lieu, il y eut obligation pour les États d'ouvrir à la concurrence le transport ferroviaire international de marchandises, puis tout le transport ferroviaire de marchandises puis le transport international de voyageurs. En France, ces ouvertures successives se sont matérialisées par différents textes législatifs qui ont conduit à l'ouverture à la concurrence du fret international en 2003, puis du fret national en 2006. C'est ensuite le transport ferroviaire international de voyageurs en France qui est ouvert à la concurrence en décembre 2009. Le quatrième paquet ferroviaire est présenté en janvier 2013 et devrait achever la libéralisation du rail européen. Il prévoit deux formes de concurrence : l'une pour les services non-conventionnés (lignes nationales et internationales comme les TGV) et l'autre pour les services conventionnés (transports urbains et régionaux comme les TER). Pour les premiers, la concurrence serait sans restriction (open access) et se fait « sur le marché », à l'équivalent du transport aérien où les voyageurs peuvent choisir plusieurs compagnies pour un même trajet. Pour les seconds, la concurrence serait régulée, elle se ferait « pour le marché », autrement dit les opérateurs de transport seraient sélectionnés par appel d'offres. Ces deux formes d'ouverture à la concurrence devraient être mises en place dans toute l'Union européenne au plus tôt en décembre 2019.

## Libéralisation économique par zones géographiques
La libéralisation économique est en partie promue par le Consensus de Washington.

### Libéralisation économique en Afrique
D'après Emmanuel Martin, « nombreux sont ceux qui critiquent la libéralisation économique en Afrique ». Pour lui, la libéralisation économique de l'Afrique n'est une façade menée par des privatisations partagées « entre gros poissons appartenant aux cercles du pouvoir. Ils se sont partagé le gâteau des dénationalisations et des privatisations entre « copains », en excluant l’immense majorité de la population, notamment des entrepreneurs ». Toujours d'après E. Martin, « la libéralisation économique sans la vraie concurrence, sans des vrais prix et sans un climat des affaires qui permette à chacun d’entreprendre, ce n’est pas de l’économie de marché, mais une espèce de « capitalisme de copinage » ».
Cette situation est considérée comme une explication économique du printemps arabe.
Les années 1970 se caractérisent dans de nombreux pays de l'espace musulman par une libéralisation économique à laquelle il est reproché de porter atteinte à l'aide sociale, aux services publics et, plus globalement, d'accroître les inégalités de niveau de vie, favorisant ainsi le développement de l'islamisme.

#### Libéralisation économique en Algérie
Les points de vue sur le progrès de la libéralisation de l'économie algérienne sont variés: Les uns considèrent que le secteur privé n’existe pas de manière autonome et les autres considèrent qu'il est en formation. Cela revient à dire qu'il est embryonnaire.
Dans les années 1990, différentes réformes de libéralisation sont encouragées par des experts: libéralisation des prix, des salaires et du taux de change.
Entre 1990 et 1992, le gouvernement Hamrouche révolutionne la législation économique et sociale dans la voie de la commercialité. Avec les gouvernements qui suivront, il engage l'Algérie dans la voie de la libéralisation économique. Hamrouche cherche en particulier à avancer dans la démonopolisation de l'activité économique. Différentes réformes de libéralisation sont entreprises :
- Libération des prix et la fin du système de subventions ;
- Libération du commerce extérieur des monopoles étatiques ;
- Réforme du marché monétaire et financier et la libération du système des changes ;
- Libération du code du travail fondée sur le principe de la flexibilité[52].

En se basant sur le consensus de Washington, le pouvoir politique s'oriente vers des mécanismes de libéralisation :
- Politique de rationalisation des dépenses publiques et désengagement économique de l'État ;
- Réforme fiscale, libéralisation financière et réforme des taux de change ;
- Concurrence, libéralisation commerciale et démonopolisation du commerce extérieur ;
- Privatisation des entreprises publiques, mobilité des IDE et flexibilité du travail[52].

La politique d’ajustement structurel et de libéralisation économique a des conséquences importantes. Le secteur public algérien a réalisé les aspects négatifs du Plan d’ajustement structurel; l’introduction de la commercialisé a conduit à la disparition d'un millier d’entreprises locales et régionales. La production industrielle tombe. Le Conseil national économique et social (CNES) publie des rapports alarmants. Les politiques successives ont conduit à une compression drastique de la demande intérieure, à la libéralisation des prix — c'est-à-dire à l'inflation — et à plusieurs dévaluations du dinar (douze dévaluations en dix ans). La baisse de la production industrielle a été de 50 % sur les cinq années séparant entre 1994 et 1999.
| Le graphique qui aurait dû être présenté ici ne peut pas être affiché car il utilise l'ancienne extension Graph, désactivée pour des questions de sécurité. Des indications pour créer un nouveau graphique avec la nouvelle extension Chart sont disponibles ici . |
| - Source FMI 2003. |

La libéralisation de l'économie a conduit à un désengagement de l’État dans l’économie : pour passer de 34 % avant la crise financière de 1986, à 14 % en 1986 et à 6 % du PIB en 2001. Cela a conduit à une baisse des programmes sociaux pour la santé publique, l’éducation et la solidarité nationale.
En 2003, le FMI constate qu'aucune privatisation n'a été conduite entre 2001 et 2003. Il constate aussi que les lois prévoyant la libéralisation économique pour le secteur des hydrocarbures et la mise en marché de terres agricoles appartenant à l'État n'ont pas été actées.
| Le graphique qui aurait dû être présenté ici ne peut pas être affiché car il utilise l'ancienne extension Graph, désactivée pour des questions de sécurité. Des indications pour créer un nouveau graphique avec la nouvelle extension Chart sont disponibles ici . |
| - Source Ministère algérien 2008. |

En 2007, la réforme de libéralisation du secteur bancaire a été abandonnée en raison de l'intention de banques françaises et américaines d'entrer sur le marché.
Pour Grégoire Delhaye et Loïc Le Pape, cette situation est la fait de la combinaison de la libéralisation économique et d'une politique locale de prédation de l’État — libéralisations mal contrôlées, prises d’intérêts et captation des ressources étatiques —, la prédation étant issue par le passage de la classe politique à la sphère économique.
Avec le développement de l'activité privée, des groupements du patronat exercent des pressions sur les politiques et œuvre en faveur de traités de libéralisation des échanges.
D'après certaines prospectives, l’appropriation des ressources de l'État par le « privé » pourrait conduire à une « privatisation des modes de gouvernement » pour aboutir à une privatisation des États, en Algérie et en Afrique.

#### Libéralisation économique au Maroc
Le Maroc a connu vingt années de libéralisation de l’économie. Cette libéralisation pose au Maroc la question sociale liée à son rapport à la pauvreté.
Ainsi, certains universitaires spécialistes de l'économie, posent la question de la menace que la libéralisation fait courir aux PME qui devront soutenir la concurrence des grandes entreprises qui constituent des oligopoles en s'alliant avec des entreprises étrangères, alors que dans le même temps se pose la question de l’atteinte à l'autonomie économique et financière ainsi que celles de la situation de défaveur à laquelle sera confronté la petite classe sociale.
Au Maroc, la libéralisation économique s'est accompagnée d'une flexibilisation du système laboral. En particulier, la libéralisation s'est accompagnée par une désalarisation qui a réduit la part des catégories salariées dans la population active employée qui est tombée de 45,4 % en 1982 à 38 % en 2001, et pour le salariat féminin de 79,5 % en 1994 à 73,5 % en 2000.

### Libéralisation économique en Asie
Au Viêt Nam, le parti communiste a conduit au travers de plans quinquennaux des réformes de libéralisation économique, en faveur des entreprises privées dans des domaines comme l'agriculture, l'industrie et le commerce, accompagnée par une réduction de la place du secteur public sur le nombre d'entreprises et d'employés, par une augmentation des institutions de crédit, par un encouragement des investissements directs étrangers, et en particulier des coentreprises.

#### Libéralisation économique en Inde
Alors que jusque-là l'Inde suivait une « troisième voie » à mi chemin entre socialisme soviétique et capitalisme libéral, le pays s'est lancé dans les années 1990 dans un programme de libéralisation, à la demande du FMI. Pendant cinq années — de 1991 à 1996 — le gouvernement de Narasimha Rao mena ainsi une politique de retrait de l'État.
En Inde, tout le monde reconnaît qu'une politique de libéralisation économique est difficile à supporter pour la majorité de la population, alors que les avis divergent sur le moyen terme, les uns y voyant un avenir radieux, les autres une absence d'avenir pour les populations pauvres. De nombreux partis se considèrent favorables à une libéralisation économique, alors que celle-ci ne bénéficie pas d'un soutien populaire.
La libéralisation économique a concerné le secteur automobile : en 1980, la naissance de Maruti casse le duopole Hindustan Motors - PAL. En 1993, la fin du modèle de delicensing autorisa l'arrivée d'autres concurrents comme Ford, Daewoo, Hyundai, ainsi que le développement de Tata. En 1998, Maruti a capté 80 % du marché des automobiles.
La libéralisation économique a concerné le secteur agricole indien qui emploie la grande majorité des actifs du pays. En 1991, le prix des engrais chimiques a été libéralisé (à l'exception de l'urée). La même année, le secteur laitier a été libéralisé.
Selon Gérérd Heuze, la libéralisation économique en Inde ne produit pas de changement radical, elle ne résout pas la question des inégalités, mais elle est appliquée au nom de la croissance et des intérêts supérieurs de la nation. Selon Jayati et Subrata Sarkar, la libéralisation du secteur financier a été un changement radical, dont les réformes n'ont été bénéfiques que les premières années.

#### Libéralisation économique en Chine
En 2014, la République populaire de Chine s'est engagée dans la libéralisation du secteur financier au travers de la libéralisation des taux de crédit. Cette libéralisation est un enjeu important, dans la mesure où elle responsabilise les établissements dans l'évaluation des risques liés au crédit, ce qui a nécessité la garantie des dépôts des clients des banques par l'État. Avant cette réforme de libéralisation, les taux des crédits et les taux de rémunération de l'épargne étaient fixés directement par l'État.
Cette réforme s'inscrit dans la réforme de l'économie chinoise, supportée par Xi Jinping, le secrétaire général du Parti communiste depuis 2012.
La chronologie de la libéralisation économique de la Chine populaire s'étale notamment de 1985 à 1996 :
- En 1985, la libéralisation des prix conduit à une inflation importante.
- En août 1986, la première Bourse des valeurs chinoise ouvre à Shenyang, avant celles de Shenzhen et de Shanghai.
- En janvier 1987, Hu Yaobang est destitué.
- En octobre 1987, le XIIIe Congrès du parti communiste chinois réaffirme sa volonté de réformes de libéralisations économiques.
- En novembre 1989, après ce qui s'est passé, le Parti rassemble les deux concepts économiques qu'il associe alors: l'économie planifiée et l'économie de marché.
- En janvier 1992, Deng promeut l'accélération des réformes économiques.
- En octobre 1992, le XIVe Congrès du parti communiste chinois officialise la doctrine de l'économie de marché socialiste (le « socialisme aux couleurs de la Chine »), concept inscrit au printemps suivant sous le terme d'« économie de marché socialiste » dans la Constitution pour être déployé la même année.
- En janvier 1994, le système de double taux est supprimé au profit de l'introduction d'un taux de change unifié et flottant: il n'y a plus de taux de change officiel.
- En mars 1995, le Parlement légifère pour la première fois sur la Banque centrale, alors qu'un tiers des députés craignent que la banque n'ait trop d'autonomie dans la conduite de la politique monétaire.
- Le premier décembre 1996 : le RMB devient convertible pour les transactions courantes.

#### Libéralisation économique au Cambodge
Pour le politologue français Jean-François Bayart, au Cambodge, la libéralisation économique et la « démocratisation » ont été simultanées avec la recomposition internationale qui met fin à la guerre civile de 1967-1999.
L'étape principale de la libéralisation économique se situe lors de la transition de la décennie 1990, au moment des accords de Paris et de l’intervention des Nations unies. Elle conduit à une appropriation des richesses par ceux qui au préalable détenaient le pouvoir néo-communiste. Pour Jean-François Bayart, il s'agit d'une transition de type « thermidorien » dans le sens où elle permet la constitution d'une classe dominante : l'élite révolutionnaire se professionnalise et instrumentalise le pouvoir pour accaparer les richesses et les moyens de production au nom de la libéralisation économique et de la modération.
Cette classe dominante assoit son pouvoir sur une libéralisation économique mise en place avec une déréglementation radicale, conduisant à une forme de privatisation de l'État, alors que le pays reste très dépendant des aides internationales et de l'administration de services par des ONG, qu'il reste soumis à la sous-traitance, à la contrebande et à la fraude, alors que l'économie est mise en concession. Ces transformations s'accompagnent également d'intéressement des dirigeants politiques aux conglomérats qui bénéficient des concessions, et d'alliances matrimoniales entre les acteurs économiques et politiques.
Les prémices de la libéralisation économique survinrent en 1985-1988, avec la déconstruction de l’économie socialiste des Vietnamiens, la décollectivatisation de la terre et la captation des commerces chinois.
À la fin de la décennie 1980 le socialisme avait été transformé en « capitalisme autoritaire de connivence » (authoritarian crony capitalism). La libéralisation économique du Cambodge a ainsi conduit à la mise en place d'un système oligopolistique de domination et d’enrichissement.
À la suite de la mise en place de la libéralisation économique, les fonctions administratives et régaliennes de l'État ont été singulièrement réduites, alors que l'État a été privé de ressources fiscales, et que ses fonctionnaires sont rémunérés par les bailleurs de fonds ou par des ONG.
Le fonctionnement qui semble être guidé par les lois brutes du marché couvre en fait la détention de l'économie par un nombre limité d’acteurs, l'émergence de monopoles ou d'ententes, de guilde, de concessions exclusives ou de privilèges. L'éducation comme l'administration et ses tribunaux sont transformés en un produit marchand. Cet ensemble constitue alors l'équilibre sur lequel repose le pays.

### Libéralisation économique aux Amériques

#### Libéralisation économique à Cuba
À Cuba, le système de santé était prévu pour fonctionner dans le cadre d’une économie avec prix régulé des médicaments et des activités de santé. La libéralisation entamée déstabilise ce système, ce qui conduit Raúl Castro à réduire le personnel de santé - Cuba disposait du taux de médecins par habitant le plus élevé au monde - et à déclarer : « Il faut que l'on finisse avec les dépenses irrationnelles de l’État dans le secteur de la santé ».

#### Libéralisation économique au Brésil
Au Brésil, la libéralisation économique opérée à la fin du XXe siècle n'a pas tenu ses promesses, en raison de la concentration du capital, les salariés n'ont pas profité de cette libéralisation, ainsi au cours de la libéralisation commerciale et financière la part salariale tombe de 45 % en 1993 à 32 % en 2005. Il s'agit d'un taux inférieur à la moyenne internationale (60 et 65 % du produit intérieur brut), et du taux le plus bas depuis 1950.
Pour Diane Éthier, la simultanéité de la libéralisation de l'économie et de la transition démocratique suggère la possibilité d'une interaction entre ces deux concepts, notamment dans deux régions, l'Afrique et l'Europe du Sud.
Dans le cadre de la guerre froide, la notion de « guerre contre le terrorisme » fait corps avec la diffusion de la libéralisation économique, alors même que les risques sécuritaires peuvent conduire à une recrudescence des contrôles aux frontières quitte à ralentir la libre circulation des marchandises, d'après Isabelle Masson.
Mais, la libéralisation économique n'est pas seulement un enjeu économique; c'est aussi un enjeu politique, ainsi, pendant la guerre civile des États-Unis, des intérêts du Royaume-Uni ont essayé d'associer le conflit à la question de la libéralisation économique pour manipuler l'opinion, en utilisant le fanatisme que ressentent les Britanniques sur la question du libéralisme ; l'opinion fut ainsi trompée pendant deux années environ.
La libéralisation économique du secteur financier a également été étudiée, notamment par Abiad et Mody's. Pour eux la libéralisation financière est un événement singulier et difficile qui intervient principalement dans des situations particulières produites par un choc économique exogène.
En Europe, d'après Mark Blyth, Jonathan Hopkin et Riccardo Pelizzo, les partis politiques de centre-gauche se sont alignés sur les principes de libéralisation économique du centre droit, dans une logique de cartellisation politique qui vise à réduire les attentes des électeurs. Il s'agit d'une logique politique de court terme, qui n'est pas nécessairement payante sur un terme plus long dans la mesure où elle conduit des partis populistes à dénoncer les partis au pouvoir, en mettant à jour des faits tus par les partis au pouvoir. Ceci conduit à voir les partis au pouvoir comme pratiquant des conspirations contre le public, ou comme servant leurs propres intérêts. De fait, ces discours se banalisent en Europe.

#### Libéralisation économique au Canada
Le Canada s'est engagé dans le traité AECG/CETA. D'après le traité, son objectif est le suivant : « The Parties shall progressively liberalise trade in goods in accordance with the provisions of this Agreement over a transitional period starting from the entry into force of this Agreement ».
Ce traité concerne la « libéralisation de l'accès aux marchés publics canadiens » et la libéralisation des échanges, mais suscite une certaine méfiance.
Le traité concerne également la « libéralisation des services » qui pourrait générer la moitié de la hausse du PIB de l'UE. Mais d'après la même Union européenne, l'AECG/CETA ne libéralisera le marché des volailles et des œufs.
Le traité concerne également la libéralisation des mouvements de capitaux.

### Libéralisation économique en Europe
La libéralisation économique est également promue par l'Union européenne.

#### Libéralisation économique en Europe de l'Ouest
En Espagne, en 1959, guidée par les conseils du Fonds Monétaire International, l'Espagne s'est engagée dans la voie de la libéralisation de l'économie et des flux de capitaux. Si la libéralisation économique conduisit aux résultats escomptés, l'Espagne avait le taux de commerce extérieur le plus réduit d'Europe de l'Ouest. À la mort de Franco en 1975, le prince héritier Juan Carlos de Borbon y Borbon, a promu la libéralisation économique en nommant premier ministre en juillet 1976 Adolfo Suarez.
En 2016, en France, le métier de notaire est libéralisé pour permettre à un notaire de détenir plusieurs offices et développer la concurrence.

#### Libéralisation économique en Europe centrale et orientale
Dans les nations d'Europe centrale et orientale, la libéralisation mise en place dans les années 1990 s'est accompagnée de quelques effets mauvais. Dans un premier temps, sont en particulier apparus l'inflation, l’appauvrissement d'une partie de la population, un basculement partiel dans l'économie informelle, la réduction de la production et l'augmentation du chômage. À la suite de ces déconvenues, la croissance est revenue. Une des économies lors de cette phase de libéralisation est l'adaptation des mentalités liée à la nécessité nouvelle d'appréhender les notions de confiance et de réputation, qui sont importantes pour l'économie de marché alors que leur apprentissage demande du temps long. Parmi les difficultés trouvées au cours de ce processus de libéralisation se trouvent les questions de la politique anti-monopole, de la loi sur les faillites, du durcissement de la contrainte budgétaire des entreprises, de la lutte contre l’évasion fiscale, de la gestion des créances irrécouvrables, de l’assainissement financier des banques et de la régulation des marchés financiers.
Cette libéralisation s'est également accompagnée de privatisations selon des méthodes non standard qui se voulaient plus rapides mais qui ont soulevé d'autres problématiques. Ces méthodes non standard de privatisation ont d'abord été soutenues par la banque mondiale, avant que celle-ci ne se décide à les critiquer.